# Euryarthrum pubiventre
Euryarthrum pubiventre là một loài bọ cánh cứng trong họ Cerambycidae.